# Jorge Llaven Abarca
Jorge Luis Llaven Abarca (Suchiapa, Chiapas, 17 de agosto de 1973) es una abogado y político mexicano, integrante del partido Movimiento Regeneración Nacional (Morena) y con anterioridad del Partido Revolucionario Institucional (PRI). Ha sido Fiscal general de Chiapas y es diputado federal para el periodo de 2021 a 2024.

## Biografía
Es licenciado en Derecho por la Universidad Autónoma de Chiapas (UNACH) y maestro en Ciencias Jurídico Penales y Criminológicas por el Instituto de Estudios Fiscales.
En 1995 fue secretario mecanógrafo en los Juzgados familiares del Poder Judicial, en 2000 fue secretario particular del Subprocurador General de Chiapas y de 2001 a 2002 fue ministerio público titular de la mesa de trámite número tres de la Subprocuraduría Regional Zona Centro. En 2002 fue fiscal del ministerio público especializado de la Unidad de Investigación del Delito de Homicidio y luego de 2002 a 2008, encargado de dicha fiscalía y luego de la Subdirección de la Fiscalía Especializada contra la Delincuencia Organizada del Ministerio de Justicia de Chiapas.
De 2008 a 2009 fue jefe de la Unidad Especializada contra el Delito de Secuestro, de 2010 a 2011 fue fiscal de Distrito de la Fiscalía de Distrito Selva, en 2011 fiscal especializado en la Fiscalía contra la Delincuencia Organizada, y de 2011 a 2012 delegado de la Procuraduría General de la República en Chiapas.
De 2012 a 2018 fue secretario de Seguridad y Protección Ciudadana del gobierno de Chiapas en la administración del gobernador Manuel Velasco Coello, y el 10 de diciembre de 2018 ocupó el cargo de Fiscal General del estado de Chiapas a propuesta del gobernador Rutilio Escandón Cadenas y aprobación del Congreso del Estado para un periodo de 9 años. Sin embargo, renunció al cargo dos años después, el 4 de diciembre de 2020 renunció al cargo, siendo sustituido el día por Olaf Gómez Hernández por designación del Congreso de Chiapas.
En las elecciones de 2021 fue postulado candidato de la coalición Juntos Hacemos Historia a diputado federal por el Distrito 6 de Chiapas. Resultó elegido a la LXV Legislatura que culminará en 2024. En la legislatura ha sido secretario de las comisiones de Derechos Humanos; de Transparencia y Anticorrupción; de Justicia; y, de Puntos Constitucionales; así como integrante de las comisiones de Seguridad Ciudadana; y, de Asuntos Frontera Sur.
Inicialmente se integró en el grupo parlamentario de Morena, pero el 27 de abril de 2022 pasó al del Partido del Trabajo y el 2 de septiembre siguiente al del Partido Verde Ecologista de México. Se separó del cargo mediante licencia entre el 14 de marzo y el 4 de abril de 2022.